# 高塚哲広
高塚 哲広（たかつか てつひろ、1958年2月20日 - ）は、日本の気象予報士。鳥取県倉吉市生まれ（本名：高塚徹彦・たかつかてつひこ）。

## 来歴・人物

### 朝日放送のアナウンサーとして
1980年立命館大学経済学部卒業後、朝日放送（現：朝日放送テレビ）にアナウンサーとして入社。以後看板アナウンサーとして数々の番組に出演した。

### フリーの気象予報士に
1994年に行われた、第1回気象予報士試験に合格。その後、朝日放送を退社。気象キャスターとしてテレビ朝日をはじめ多数の出演実績があり、近年は日本テレビの番組を中心に出演している（『NNNニュースサンデー』、『日テレNEWS24』、『NNNストレイトニュース』）。

### 会社を設立・吸収合併
1996年には、気象情報会社・株式会社ウェザーラインを設立し、代表取締役に就任したが、業績の悪化により2004年に株式会社ライフビジネスウェザーに事実上吸収合併されている。

### 芸名
なお、芸名は、本名の「高塚徹彦」から「高塚てつ彦」を経て「高塚哲広」と名前を変えている。

## 出演番組
朝日放送アナウンサー時代
| 期間      | 期間      | 番組名                                             | 役職           |
| --------- | --------- | -------------------------------------------------- | -------------- |
| 時期不明  | 時期不明  | ABCヤングリクエスト（ラジオ）                      | パーソナリティ |
| 時期不明  | 時期不明  | 徹彦・レオのコンパクト・ディスク・タイム（ラジオ） | パーソナリティ |
| 1986年4月 | 1988年3月 | おはよう朝日土曜日です（テレビ）                   | 司会           |

フリーの気象予報士後
| 期間         | 期間      | 番組名                                           | 役職                             | 備考                                                           |
| ------------ | --------- | ------------------------------------------------ | -------------------------------- | -------------------------------------------------------------- |
| 時期不明     | 時期不明  | ANNニュースフレッシュ（テレビ朝日）              | 気象解説担当                     |                                                                |
| 1994年10月   | 1997年9月 | お昼のN天ワイド（テレビ朝日）                    | 前半部分でのお天気キャスター     | 『高塚てつ彦』名義にて出演                                     |
| 時期不明     | 時期不明  | ニュースステーション（テレビ朝日）               | 気象解説担当                     |                                                                |
| 時期不明     | 時期不明  | DO YOU さんでー                                  | 気象解説担当                     | テレビ朝日のBSアナログハイビジョン実用化試験放送番組として放送 |
| 2000年4月2日 | 現在      | NNNニュースサンデー（日本テレビ）                | お天気キャスター                 |                                                                |
| 2005年4月2日 | 時期不明  | 日テレNEWS24（日本テレビニュース専門チャンネル） | お天気キャスター                 | 休日での出演                                                   |
| 2009年4月5日 | 現在      | NNNストレイトニュース（日本テレビ）              | 関東ローカルでのお天気キャスター | 日曜日のみ出演                                                 |
| 2011年4月3日 | 現在      | シューイチ（日本テレビ）                         | 気象解説担当                     | 台風接近時や大雨等、重大な気象事案発生時に随時出演             |

## 著書
- 「やさしくわかる気象・天気の知識」（西東社）